# Sövénysármány
A sövénysármány  (Emberiza cirlus) a madarak osztályának verébalakúak (Passeriformes) rendjébe és a sármányfélék (Emberizidae) családjába tartozó faj.

## Rendszerezése
A fajt Carl von Linné svéd természettudós írta le 1766-ban.

## Előfordulása
Európa nyugati, középső és déli részén, valamint a Földközi-tenger környékén honos. Betelepítették Új-Zélandra is.
Természetes élőhelyei a cserjések, valamint gyümölcsösök, szőlők, erdőszélek és sziklás hegyoldalak. Állandó, de kóborló faj.

### Kárpát-medencei előfordulása
Magyarországon rendkívül ritka fészkelő.

## Megjelenése
Testhossza 15-16 centiméter, szárnyfesztávolsága 22-26 centiméter, testtömege 21-29 gramm.
|  |  |

## Életmódja
Főleg magvakkal táplálkozik, de nyáron csigákat, bogarakat és hernyókat is fogyaszt.

## Szaporodása
Nyílt területen bokrok védelmében, száraz fűszálakból építi csésze alakú fészkét. Fészekalja 3-4 tojásból áll, melyen 11-13 napig kotlik. A fiókák kirepülési ideje még 11-13 nap.
|  |

## Természetvédelmi helyzete
Az elterjedési területe rendkívül nagy, egyedszáma pedig növekszik. A Természetvédelmi Világszövetség Vörös listáján nem fenyegetett fajként szerepel. Magyarországon védett, természetvédelmi értéke 50 000 forint.